# 柳原村
柳原村（やなぎはらむら）は長野県下水内郡にあった村。現在の飯山市大字旭・富倉・小佐原にあたる。

## 地理
- 山：長峰山、毛無山

## 歴史
- 1889年（明治22年）4月1日 - 町村制の施行により、旭村・富倉村および飯山町の一部（小佐原組）の区域をもって発足。
- 1954年（昭和29年）8月1日 - 飯山町・秋津村・外様村・常盤村・下高井郡木島村・瑞穂村と合併して飯山市が発足。同日柳原村廃止。

## 村長
- 荻原克巳（1947年4月 - 1951年4月）